# In-N-Out漢堡

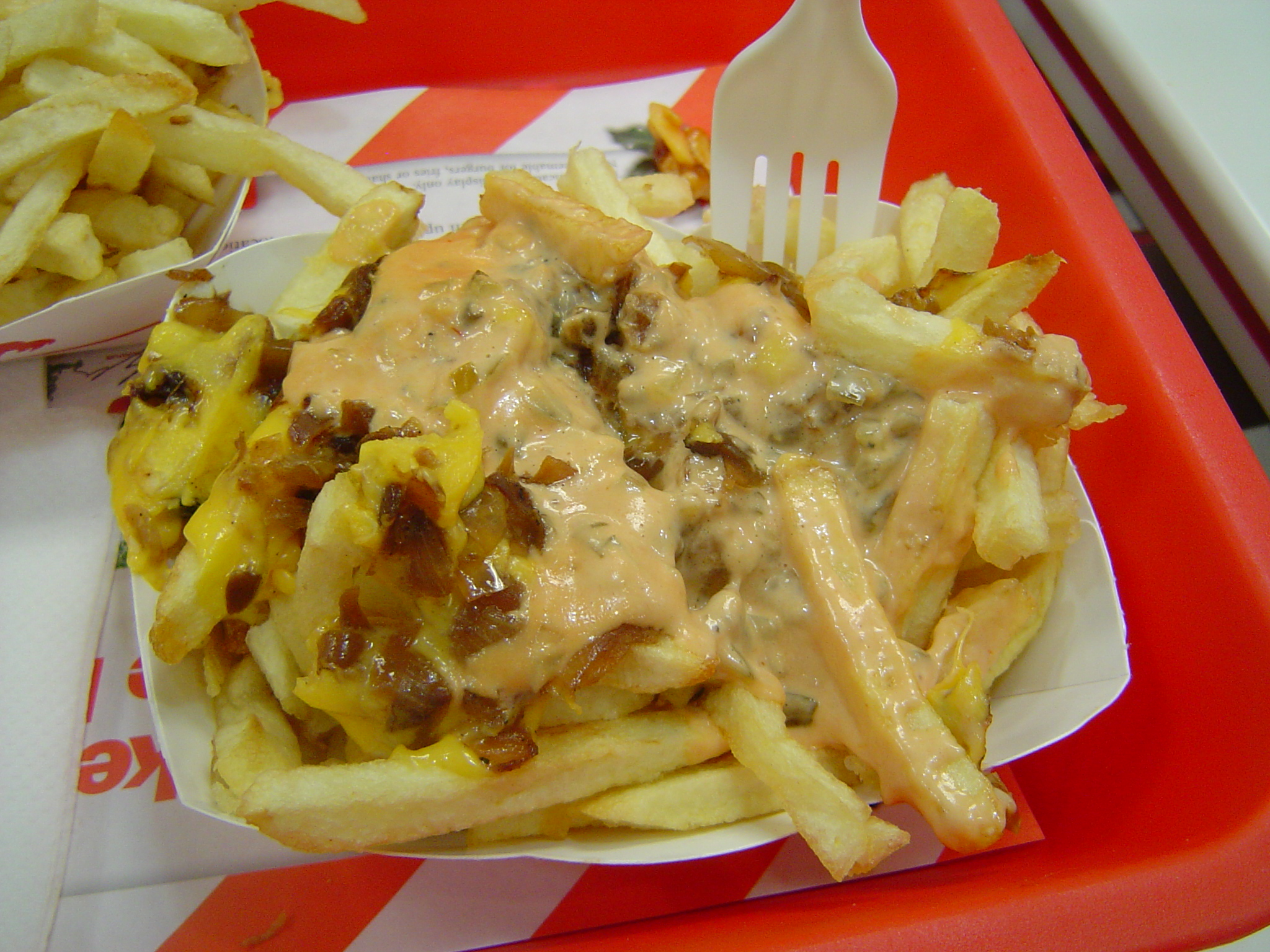
「Animal Fries」，In-N-Out漢堡的一道招牌菜

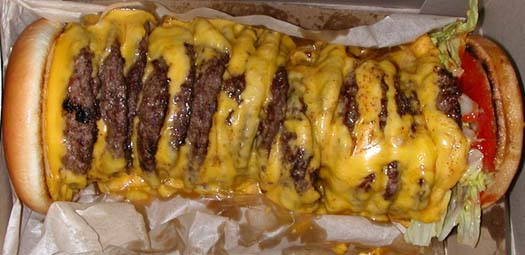
In-N-Out銷售的最大隻漢堡「20x20」

In-N-Out漢堡，是美國西海岸一家地方性的連鎖快餐店，於1948年由Harry與Esther Snyder夫婦在加州Baldwin Park市首次創建。現在的In-N-Out總部位於美國加州爾灣市，而連鎖店則分布到了加州、亞利桑那州、內華達州、猶他州、奧勒岡州與德州。至2021年3月止，這家連鎖餐廳已有363家分店。一些媒體對In-N-Out與其他快餐店不同的員工政策已經作出報導，例如其他快餐店通常會支付其員工接近最低工資的薪水，而In-N-Out的加州分店於2008年左右支付的每小時10美元大大超出加州的最低工資。
In-N-Out漢堡連鎖店已有相當一部分忠誠顧客，並且在顧客滿意度調查中多次名列前茅。

## 菜單

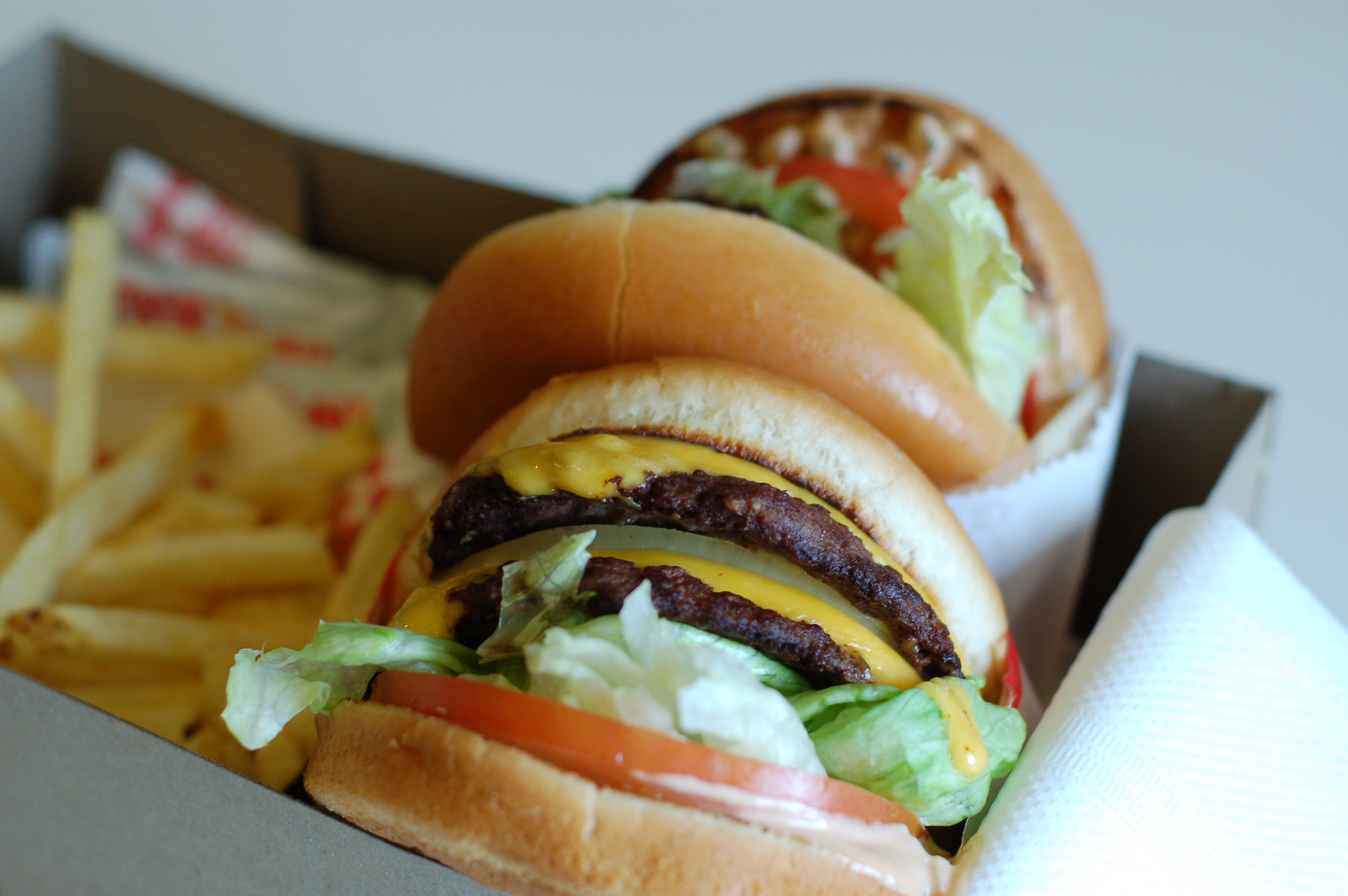
In-N-Out漢堡銷售的起士堡

In-N-Out的菜單公開有三種漢堡：漢堡、起士漢堡、與「雙層起司堡」（兩片牛肉、兩片起士）；炸薯條與飲料；以及三種味道的奶昔。漢堡中放萵苣、番茄，並且顧客可以選擇放入洋蔥。In-N-Out的漢堡中放有一種特色醬料，以千島醬製作。
除了以上的公開菜單，In-N-Out還提供了一些沒有出現在公開菜單上的餐點，顧客可以在任何一家In-N-Out點選這些餐點。這些屬於In-N-Out秘密菜單的餐點資料，可以在公司網站上查詢到。這些秘密餐點包括了「雙層牛肉漢堡」（兩層牛肉餅、沒有起司片）「3x3」（三片肉餅、三片起士）、「4x4」（四片牛肉餅、四片起士）、三色奶昔、起司三明治（多加兩片烤起司的無肉起司漢堡）、高蛋白質型漢堡（以生菜代替麵包的起司漢堡）以及野獸風漢堡與薯條。3x3、4x4、高蛋白質型，以及野獸風格皆為In-N-Out招牌菜以及註冊商標。野獸風薯條裡有兩片烤起司、炒洋蔥以及店家特製醬汁；野獸風漢堡則含有生菜、蕃茄、醃小黃瓜、芥末醬現煎牛肉片。
In-N-Out原本還有一道特色是顧客可以指定一個漢堡中放置任意數量的肉餅與起士（加價需顧客自付），但自2004年一位顧客要求單隻漢堡中放置100片肉餅與100片起士後這家漢堡店還是決定禁止四片肉餅與四片起士以上的漢堡。

## 快閃店活動
某些國家商標法中，含有不使用就喪失的概念，In-N-Out漢堡為了維護商標，在台北、東京、香港與澳洲等城市會定期性的舉辦各種試吃、試賣之活動，且販售數量經常低於期望人潮。
| 時間          | 地點                    |
| ------------- | ----------------------- |
| 2023年6月12日 | Osteria by Angie 大直店 |
| 2016年4月7日  | 台北東區                |
| 2014年3月11日 | 台北光復南路            |

2012年1月在香港寶馬山舉行試吃會，並計劃在香港開設美國境外首家分店。
2012年3月27日，在日本東京原宿舉辦為期4個小時的快閃試賣會。
2015年3月19日，在日本京都舉辦快閃試賣會。
2017年3月22日在上海紹興路19號舉辦快閃式的限量試賣會。
2018年11月6日，在東京代代木的咖啡館舉辦試賣會。

## 外部連結
- In-N-Out Burger
- The In-N-Out Burger Opening Day Phenomenon! （页面存档备份，存于）